# Mare de Déu del Part
La Mare de Déu del Part és una capella d'Osor (Selva) inclosa a l'Inventari del Patrimoni Arquitectònic de Catalunya. La Capella de la Mare de Déu del Part està ubicada sota el Coll de Nafrè a 4 quilòmetres d'Osor seguint el Camí Ral. Es tracta d'una petita capella d'una nau rectangular.

## Descripció
La Capella està equipada amb un portal d'arc de mig punt, al qual manquen les dovelles, ull de bou i campanar de paret d'un sol ull, de rajola i sense campana. Tanca la façana en la part superior un ràfec format per quatre fileres: la primera de rajola plana, la segona de rajola en punta de diamant, la tercera de rajola plana i la quarta de teula.
Pel que fa als espais i acabats interiors, aquests estant totalment arrebossats i pintats de blanc.Tanmateix hi ha clapes on es veuen altres cromatismes com ara el blau o el taronja, ambdós extremadament deteriorats i desgastats. La volta de la nau rectangular és de canó.
Els espais interiors estan ornats amb un aparell de guix que reprodueix el lèxic arquitectònic clàssic basat en la columna, coronada amb un capitell del qual parteix la cornisa correguda perimetralment d'on arrenca finalment l'imposta de la volta de canó. Paral·lelament, a l'interior trobem una sèrie de restes vivents com ara l'existència de dos graons en el presbiteri o els fragments conservats del paviment original.
Pel que fa a l'estat de conservació de la Capella aquest és absolutament ruïnós com així ho acrediten diversos elements: des de la teulada, totalment descomposta amb la desaparició de la majoria de teules i a més a més a sobre hi creix una alzina; passant per les múltiples esquerdes que afloren per tota l'edificació a destacar especialment la que arranca del portal, ultrapassant l'ull de bou fins al coronament i prolongant-se per tota la nau rectangular; i fins a arribar als espais interiors molt deteriorats per l'acció contínua i inexorable de la humitat la qual està devorant, sense pietat, tot l'arrebossat i pintat de parets i sostres.
En la part posterior de la Capella s'observa les restes vivents d'una antiga construcció de planta rectangular rematada amb una protuberància semicircular, la qual està adossada a la capella. Contemplant la fotografia de Bruguera i Ramió en la pàgina 35 dels Quaderns de la Revista de Girona, ens podem fer una idea de com era aquesta construcció originàriament. Segons la fotografia es tractava d'una petita construcció de planta rectangular coberta amb una teulada a dues aigües de vessants a façana. El seu aspecte era molt rústic, amb una sola porta d'entrada i tenia com a matèria primera les pedres fragmentades i els còdols manipulats a cops de martell i lligades amb morter de calç.

## Història
Segons fons documental, el Prat era un santuari existent ja al segle xiv, que estava ubicat al camí del Coll i que era emprat com a lloc de descans pels pelegrins que pujaven en romiatge de la Mare de Déu del Coll. Tot i així, l'origen l'hem de buscar en la capella d'una antiga masia, avui dia inexistent, que estava dedicada al culte poc freqüent, del part de la Mare de Déu.
L'any 1687 està documentada com a capella pública i l'edificació actual pertany, bàsicament, a una reforma del segle xix. Des de la Guerra Civil no hi ha culte.